# Samostatná působnost
Samostatná působnost je samostatný výkon samosprávy u obcí nebo krajů. Jejím protikladem resp. doplňkem je přenesená působnost, kdy obce a kraje vykonávají státní správu, kterou na ně stát v určitém rozsahu přenesl.

## Samostatná působnost v České republice
Stát může do výkonu samostatné působnosti zasahovat, jen vyžaduje-li to ochrana zákona a jen způsobem, který zákon stanoví. Také rozsah samostatné působnosti může být omezen jen zákonem, nikoli tedy např. vyhláškou. Rozlišení mezi samostatnou a přenesenou působností se řídí pravidlem, že pokud zákon výslovně nestanoví, že jde o přenesenou působnost, jde vždy o samostatnou působnost.
Jde zejména o správu vlastního majetku, vytváření a realizování rozpočtu, zřizování a rušení příspěvkových organizací, právnických osob a obecní policie, vydávání obecně závazných vyhlášek, rozhodování o vyhlášení místního referenda, pojmenovávání části obcí i ulic a dalších veřejných prostranství a udělování a odnímání čestného občanství.